# Thomas Steinbeck
Thomas Myles Steinbeck (2 de agosto de 1944 – 11 de agosto de 2016) foi um escritor e fotógrafo estadunidense. 
Filho mais velho do laureado com o Nobel John Steinbeck, seu pai foi convocado para a Guerra do Vietnã. Este fato inspirou Thomas a se tornar um fotógrafo e jornalista. Posteriormente, escreveu inúmeros roteiros e trabalhou na indústria cinematográfica. Começou a escrever obras originais em 2002, com o livro de contos Down to a Soundless Sea. Seu primeiro romance, In the Shadow of the Cypress, foi publicado em 2010 e o último, The Silver Lotus, foi publicado em 2011.  
No momento da sua morte, trabalhava em seu livro de memórias.